# الجزر الفريزية الشرقية
الجزر الفريزية الشرقية (بالألمانية[ ؟ ]: Ostfriesische Inseln، اللغة الفريزية الغربية: Eastfryske eilannen) هي سلسلة جزر في بحر الشمال، على طول شاطئ شرق فريزيا في سكسونيا السفلى، ألمانيا.